# Piques, 1860
Piques, 1860 é uma pintura de Henrique Manzo. A data de criação é 1945. A obra, produzida com tinta a óleo, é do gênero pintura histórica. Está localizada em Museu do Ipiranga. Suas medidas são: 72 centímetros de altura e 100 centímetros de largura. Representa o Largo e o Obelisco do Piques, um dos chafarizes mantidos na cidade de São Paulo para servir de ponto de chegada e referência de viajantes, no século XIX.
A obra de Manzo baseou-se na fotografia "Paredão de Piques, Ladeiras da Consolação e da Rua da Palha, 1862", publicada no Álbum Comparativo da Cidade de São Paulo, de Militão Augusto de Azevedo. A produção derivada da imagem de Azevedo foi uma encomenda do diretor do Museu Paulista, Afonso Taunay, no projeto de criação de um acervo para reconstituir São Paulo em meados do século XIX, projeto do qual fazem parte produções como a maquete São Paulo em 1841, de Henrique Bakkenist, e o quadro Paço Municipal, Fórum e Cadeia de São Paulo, 1862, de Benedito Calixto.

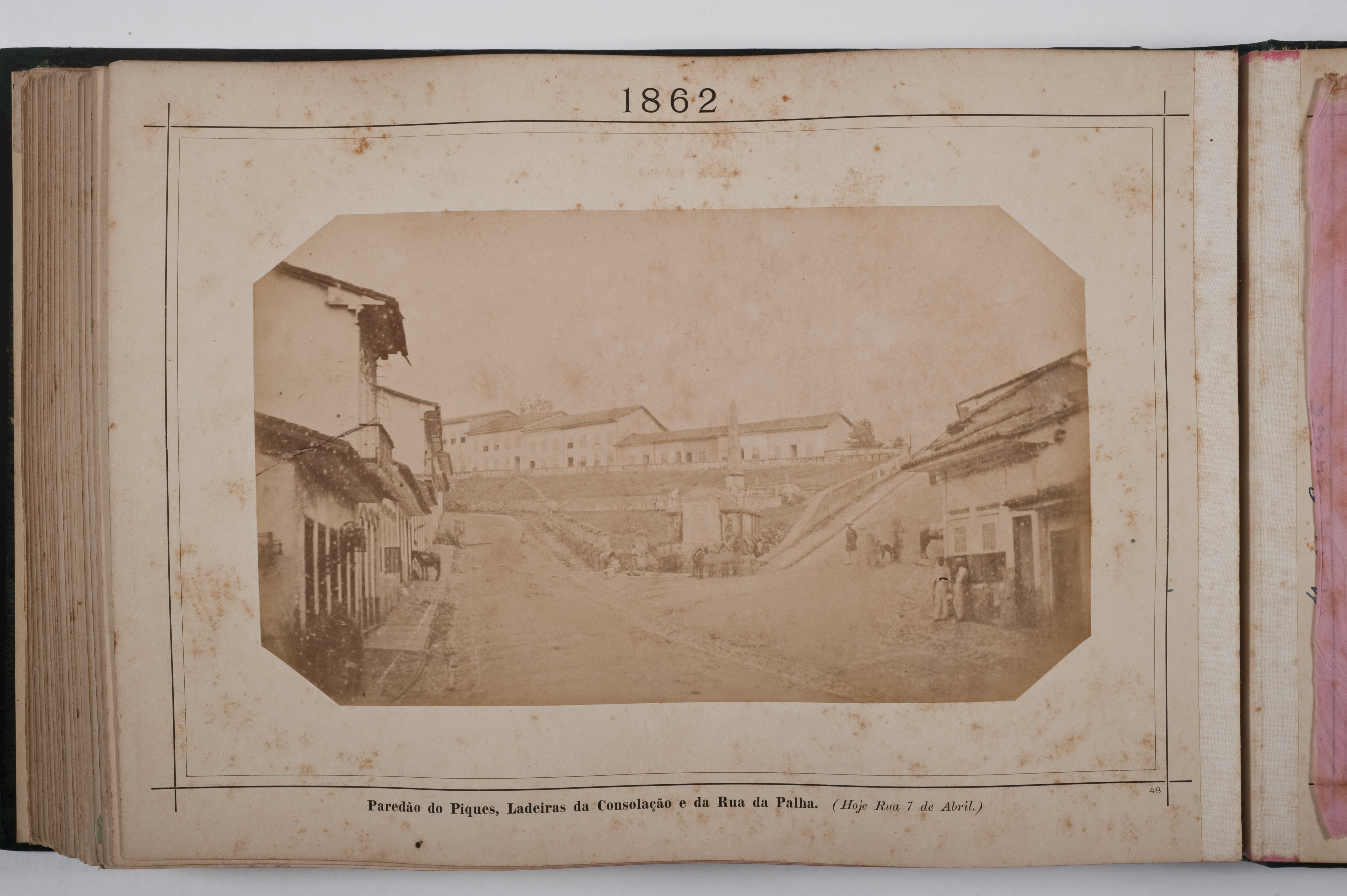
Fotografia de Militão Augusto de Azevedo, na qual Henrique Manzo se baseou para produzir Piques, 1860.

Piques, 1860 apresenta variações em relação à fotografia de Azevedo da qual é derivada. Na pintura, há elementos novos em relação à fotografia, em especial um tropeiro, que assume centralidade no quadro. A figura do tropeiro nesse tipo de pintura é a mais significativa quando se trata de acréscimos de elementos, com atributos que imediatamente o identificam - o chapéu de abas largas, a capa longa e o cavalo - nos dão o indício de que já se trata de um tipo constituído, cujas matrizes remontam à produção iconográfica de viajantes do início do século XIX. O plano do quadro, que não oferece um panorama da cidade, reforça uma integração entre cidade e campo. As ruas da cidade são os caminhos de saída para o sertão, o lugar de passagem de mercadorias trazidas pelas tropas, representam a integração territorial comandada pelo campo, e não o elemento que indicaria a dinamicidade urbana.
As variações entre pintura e fotografia são componentes da tentativa de significação da cidade de São Paulo no acervo do Museu Paulista, em especial a ideia de representar uma transição pacífica e equilibrada entre vida rural e modernismo urbano.